# 找樂
找樂是1992年上映的中国喜剧电影，由宁瀛执导，宁瀛以及他的姐姐宁岱擔任编剧，該電影根据陈建功的同名小说而改编  。这部电影讲述的是北京京剧院门卫韩头儿（又叫老韓頭，由黄宗洛扮演）的退休後組織老年京劇活動站的故事。
找樂曾獲得1993年东京国际电影节金奖，1993年南特影展金蒙戈菲尔奖和最佳男主角（黄宗洛），1993年塞萨洛尼基电影节最佳导演和最佳男主角（黄宗洛）以及1993年聖塞瓦斯蒂安國際電影節最佳新銳导演。